# 李宗津
李宗津（1916年—1977年5月24日）江苏苏州人，中华民国及中华人民共和国画家。

## 生平
1916年，李宗津出生于苏州。1934年，入苏州美术专科学校，师从颜文梁、吕斯百等人。1946年，获徐悲鸿赏识，被聘为北平国立艺专讲师，后因参加“反饥饿、反内战”的学生运动，而被国民政府勒令解聘。1947年，李宗津转入国立清华大学营造系担任讲师、教授。1950年，参加了梁思成主持的中华人民共和国国徽的设计，他也是人民英雄纪念碑的设计者之一。1951年，创作了油画《强渡泸定桥》，成为中华人民共和国美术的经典作品。其人物画主题创作引起中央美术学院华东分院副院长江丰的关注，后来两人结下深交。
1952年，李宗津被聘为中央美术学院油画系教授，先后受徐悲鸿、江丰等人器重。1957年，江丰被划为右派，李宗津一直为其辩护，遂于1957年被划为“江丰反党集团”骨干成员，并被打成“右派分子”，作画的权利遭到剥夺。1961年， “右派”摘帽，任教于北京电影学院美术系。
1966年文化大革命爆发后，李宗津再度被剥夺作画的权利。1972年底，李宗津被从河北干校调到位于北京北郊的中央五七艺术大学教绘画。1974年，经医学检查，确认其患直肠癌。在住院进行癌症手术期间，他被当作“黑线回潮”的典型，学校举办了其“黑画”展览，其叼着烟斗的自画像被说成“仇视社会主义”。
1977年5月，李宗津自杀身亡，享年61岁。

## 作品
李宗津的代表作有油画《东方红》、《强渡泸定桥》、《双喜》等。